# The Puppy Channel
The Puppy Channel was een Amerikaanse televisiezender waarop uitsluitend beelden te zien waren van puppy's.

## Geschiedenis
Het netwerk werd in 1997 opgericht door Dan FitzSimons. Hij zou op het idee zijn gekomen toen de O.J. Simpson-moordzaak op tv was en hij tijdens de reclame ging zappen, maar niets anders kon vinden dan spelshows, soaps en herhalingen. Hij wilde iets anders creëren: een show waar naar gekeken kon worden als er niets interessants op tv was. Daarom richtte hij een netwerk op waarop continu, 24 uur per dag, 7 dagen per week, niets anders te zien was dan puppy's, zonder mensen, gepraat en enkel aangevuld met muziek.
Op zijn piek in 1998 was The Puppy Channel te zien op vier lokale kabelsystemen in de Verenigde Staten, voordat FitzSimons in 2001 besloot het kanaal te stoppen.
Materiaal van de zender is op dvd uitgebracht en is tegenwoordig te zien op een internetsite. 